# 남구 갑 (2004년 부산 선거구)
남구 갑은 대한민국의 폐지된 국회의원 선거구이다. 당시 부산광역시 남구의 일부 지역을 관할했다. 

## 역사
2004년 대한민국 제17대 국회의원 선거를 앞두고 신설되었다. 신설 당시 대연동, 문현동을 관할하게 되었다.
제21대 국회의원 선거를 앞두고 대연1동과 대연3동을 남구 을 선거구에 내주고 남구 을 선거구에서 용당동, 감만1동, 감만2동, 우암동을 받아오는 경계조정이 있었다.
제22대 국회의원 선거를 앞두고 남구 갑, 을 선거구가 합구됨에 따라 폐지되었다.

## 관할 구역
| 대수        | 관할 구역                                                                                            |
| ----------- | --- |
| 17대 ~ 19대 | 남구 대연1동, 대연2동, 대연3동, 대연4동, 대연5동, 대연6동, 문현1동, 문현2동, 문현3동, 문현4동        |
| 20대        | 남구 대연1동, 대연3동, 대연4동, 대연5동, 대연6동, 문현1동, 문현2동, 문현3동, 문현4동                 |
| 21대        | 남구 대연4동, 대연5동, 대연6동, 문현1동, 문현2동, 문현3동, 문현4동, 용당동, 감만1동, 감만2동, 우암동 |

## 역대 국회의원
| 선거   | 정당 | 정당       | 의원   |
| ------ | ---- | ---------- | ------ |
| 2004년 |      | 한나라당   | 김정훈 |
| 2008년 |      | 한나라당   | 김정훈 |
| 2012년 |      | 새누리당   | 김정훈 |
| 2016년 |      | 새누리당   | 김정훈 |
| 2020년 |      | 미래통합당 | 박수영 |

## 역대 선거 결과

### 대한민국 제17대 국회의원 선거
|  | 50.77% |

|  | 34.60% |

|  | 5.53% |

|  | 2.62% |

|  | 2.61% |

|  | 2.39% |

|  | 1.45% |

### 대한민국 제18대 국회의원 선거
|  | 66.07% |

|  | 16.67% |

|  | 11.95% |

|  | 5.30% |

### 대한민국 제19대 국회의원 선거
|  | 52.89% |

|  | 37.49% |

|  | 6.76% |

|  | 2.84% |

### 대한민국 제20대 국회의원 선거
|  | 51.95% |

|  | 48.04% |

### 대한민국 제21대 국회의원 선거
|  | 53.57% |

|  | 42.53% |

|  | 2.20% |

|  | 1.09% |

|  | 0.59% |

## 같이 보기
- 부산광역시의 선거구
- 남구